# Cneu Servílio Cepião (cônsul em 253 a.C.)
Cneu Servílio Cepião (em latim: Gnaeus Servilius Caepio) foi um político da gente Servília da República Romana eleito cônsul em 253 a.C. com Caio Semprônio Bleso. Cneu Servílio Cepião, cônsul em 203 a.C., era seu filho ou neto.

## Consulado (253 a.C.)

Teatro de operações da Primeira Guerra Púnica entre 253 e 251 a.C..
Território siracusano
Território cartaginês
Territórios romanos
1. Ataque naval e recuo dos romanos em Lilibeu (253 a.C.).
2. Romanos atacam a costa africana. Frota romana destruída por uma tempestade (253 a.C.).
3. Romanos finalmente tomam as ilhas Líparas (252 a.C.).
4. Romanos tomam Hímera (Thermae) (c. 252 a.C.).
5. Ieta, Solous e Petra firmam a paz com Roma (251 a.C.).
6. Tíndaris firma a paz com Roma (251 a.C.).
7. Romanos atacam e capturam Kephalodon e Panormo (251 a.C.).
8. Tentativa cartaginesa de recapturar Panormo repelida (251 a.C.).

Foi eleito com Caio Semprônio Bleso em 253 a.C., o décimo-segundo ano da Primeira Guerra Púnica. Sabemos apenas alguns detalhes das operações militares realizadas durante seu consulado, juntamente com seu colega, contra os cartagineses. Depois de uma tentativa fracassada de desembarque perto da cidade cartaginesa de Lilibeu, na costa ocidental da Sicília, os dois cônsules levaram suas frotas, com 260 navios, em uma expedição predatória na costa do norte da África. Num sinal da inexperiência romana em manobras marítimas, os dois tiveram que atirar ao mar boa parte do butim coletado para diminuir o peso dos navios depois de ficarem encalhados num banco de areia no Golfo de Gabès na volta para a Sicília. Finalmente, na viagem de retorno a Roma, mais de 150 navios se perderam quando a frota tentava atravessar uma violenta tempestade no Cabo Palinuro.
Apesar do desastre, ambos os cônsules celebraram um triunfo por seus sucessos na África segundo os Fastos Triunfais.